# شهرستان باکینگهام (ویرجینیا)
شهرستان باکینگهام، ویرجینیا (به انگلیسی: Buckingham County, Virginia) یک سکونتگاه مسکونی در ایالات متحده آمریکا است که در ویرجینیا واقع شده‌است.

## خصوصیات
شهرستان باکینگهام ۱٬۵۱۲٫۵۶ کیلومترمربع مساحت دارد.